# 八千代台站

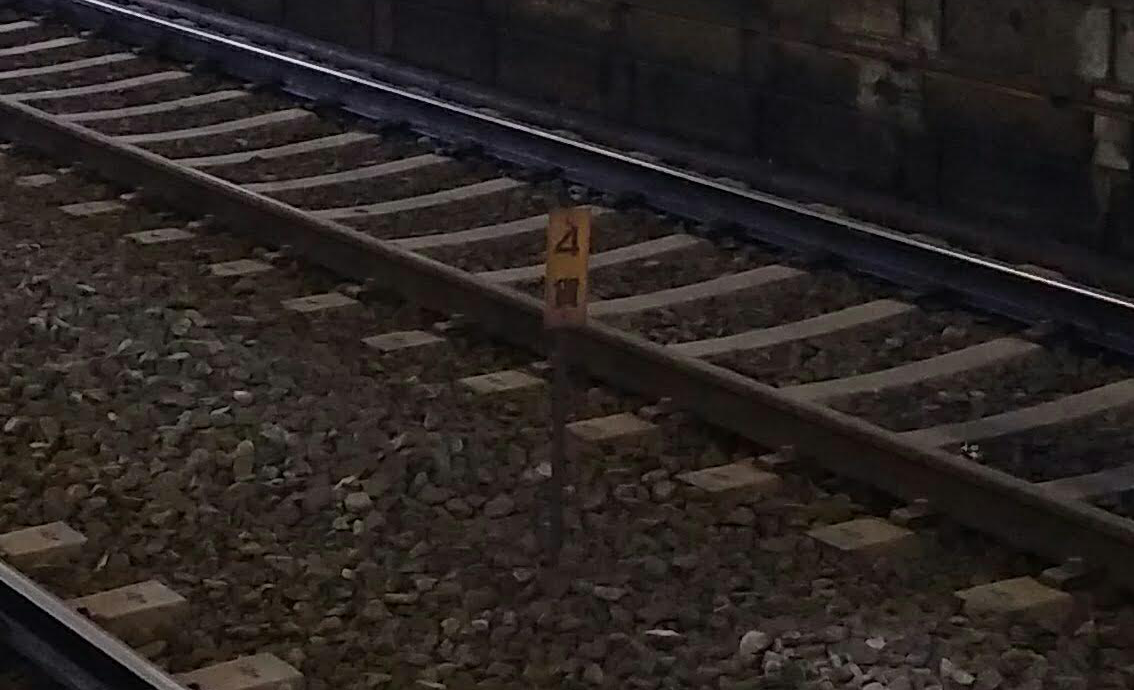
2號線的事業用車停止位置目標（2018年9月）

八千代台站（日语：／ Yachiyodai eki */?）是位於日本千葉縣八千代市八千代台北一丁目，屬於京成電鐵本線的鐵路車站。車站編號是KS29。
早上往上野方向與黃昏往成田方向的「Morning Liner」與「Evening Liner」皆有停靠此站。City Liner廢除後，京成本線所有列車全部停靠此站。

## 歷史
- 1956年（昭和31年）3月20日：京成電鐵八千代台站開業。開業時只設西口。

- - 當時車站周邊是被稱作「習志野原」的原野。
- 1968年（昭和43年）：動工興建東口。

- 1969年（昭和44年）：改建為跨站式站房。
- 1993年（平成5年）：站房拓寬。設置電扶梯與輪椅設備[2][3]。

- 1994年（平成6年）3月18日：設置精算機與英語資訊看板[4]。
- 2012年（平成24年）3月31日：在北總鐵道主辦的「北總春祭」中使用的活動用臨時列車「北總春祭號」從本站發車，經京成高砂站至千葉新城中央站。

## 車站結構
本站是島式月台2面4線可供待避的地面車站。設有跨站式站房。月台兩端設有橫渡線，可供京成、北總鐵道的檢查、試運行列車折返使用，以及誤點時改開此站折返列車使用。
2號線線路中央有個「4貨」目標牌，是事業用車使用的停止位置目標。
列車資訊顯示器設於大廳與月台，現在使用的是全彩LED式，其顯示內容遵照京成津田沼站。過去使用的列車資訊顯示器未顯示月台的發車時間。
本站擁有京成線車站中較為寬廣的大廳空間，付費區內正面與檢票口外西口側都有FamilyMart。
西口、東口與大廳、大廳與各月台設有電扶梯（西口、東口只有上行電扶梯）。東口與大廳、大廳與各月台間設有電梯。
1、2號線月台的大和田側有「Morning Liner」售票處與專用乘車口。
本站為站長配置站。管理八千代台管區京成大久保站、實籾站。

### 月台配置
| 月台 | 路線     | 方向 | 目的地                                     |
| ---- | -------- | ---- | ------------------------------------------ |
| 1、2 | 京成本線 | 上行 | 日暮里、上野、押上、 淺草線、 京急本線方向 |
| 3、4 | 京成本線 | 下行 | 佐倉、成田機場、東成田方向                 |

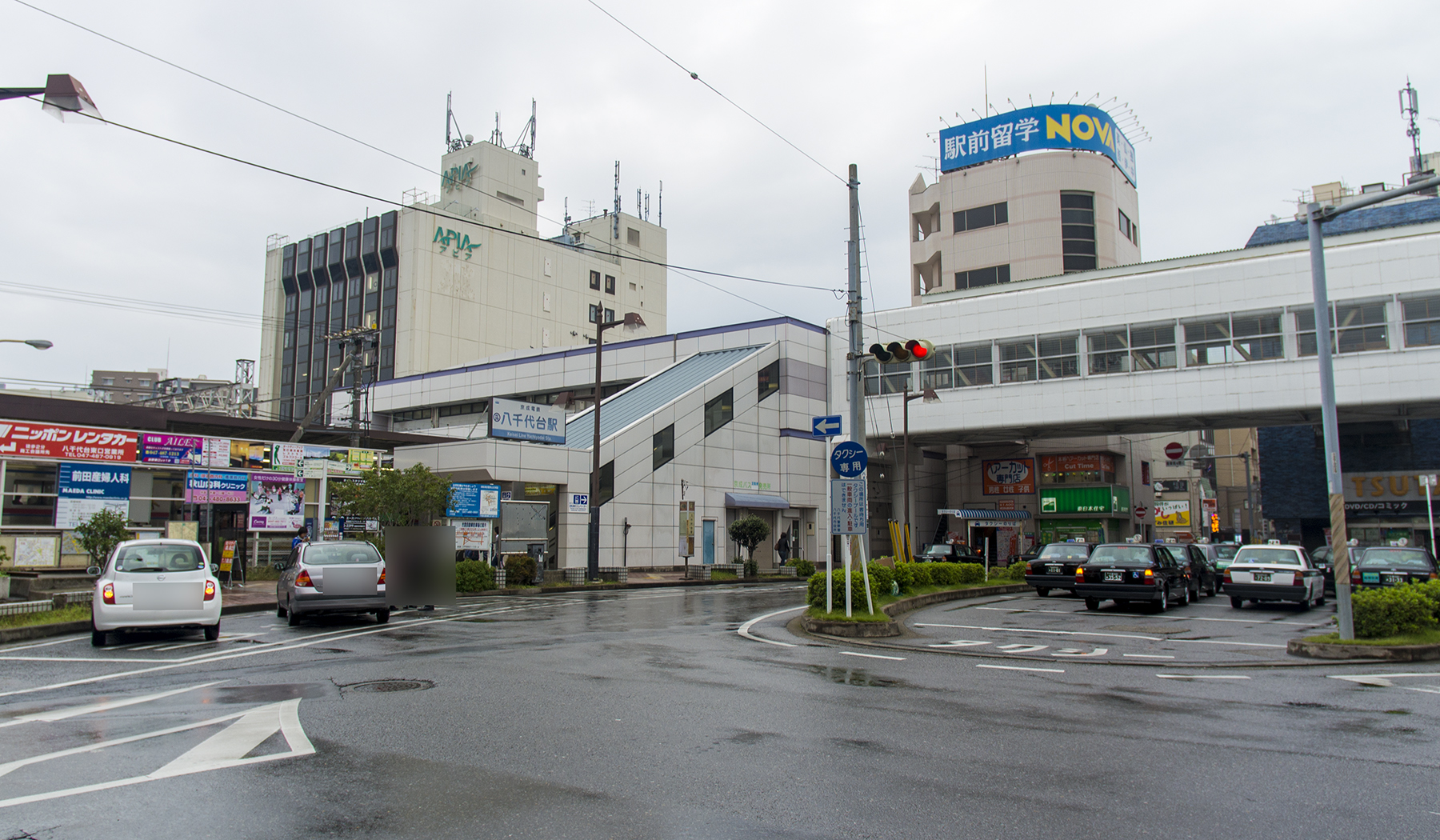
東口
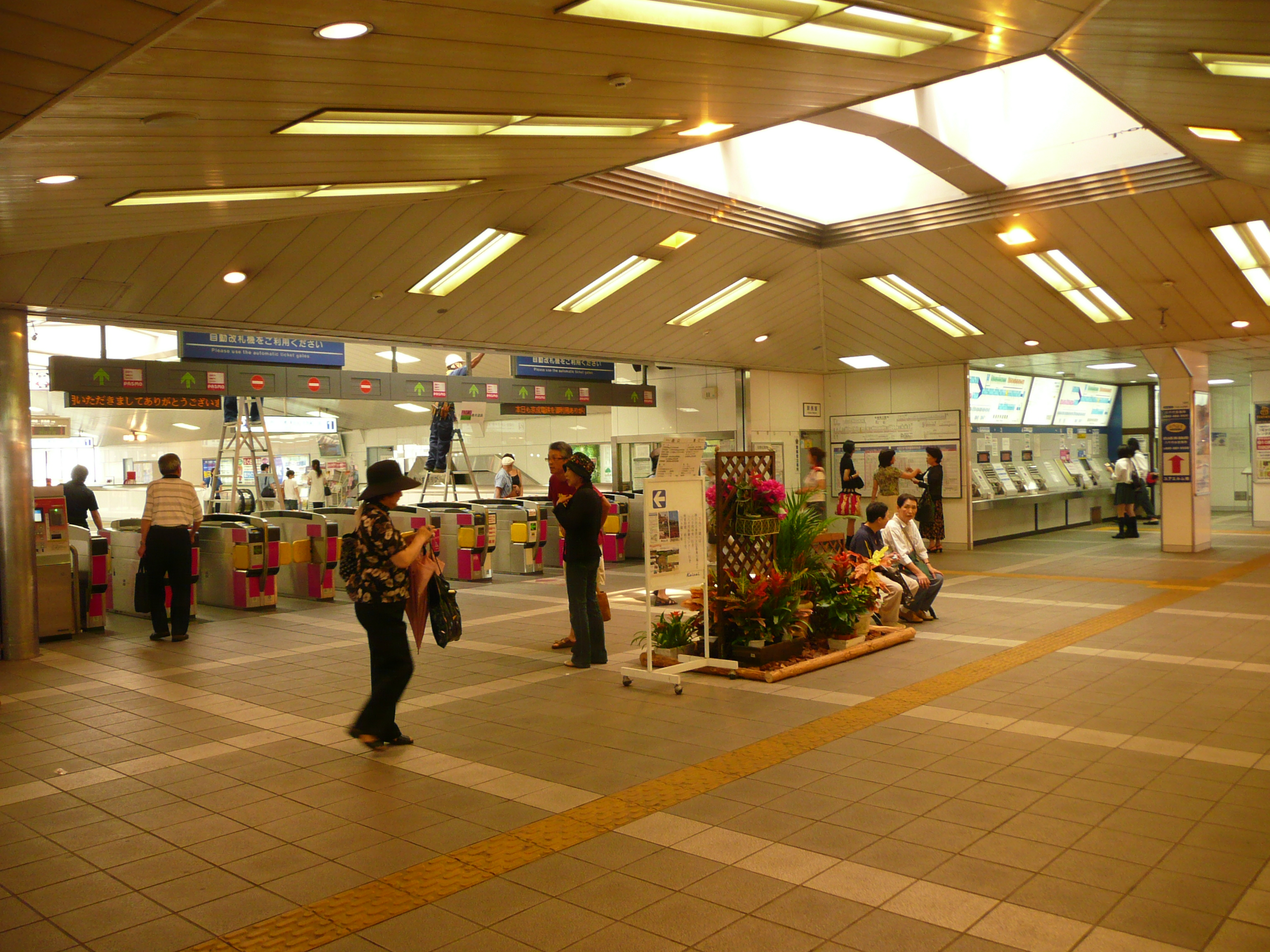
剪票口
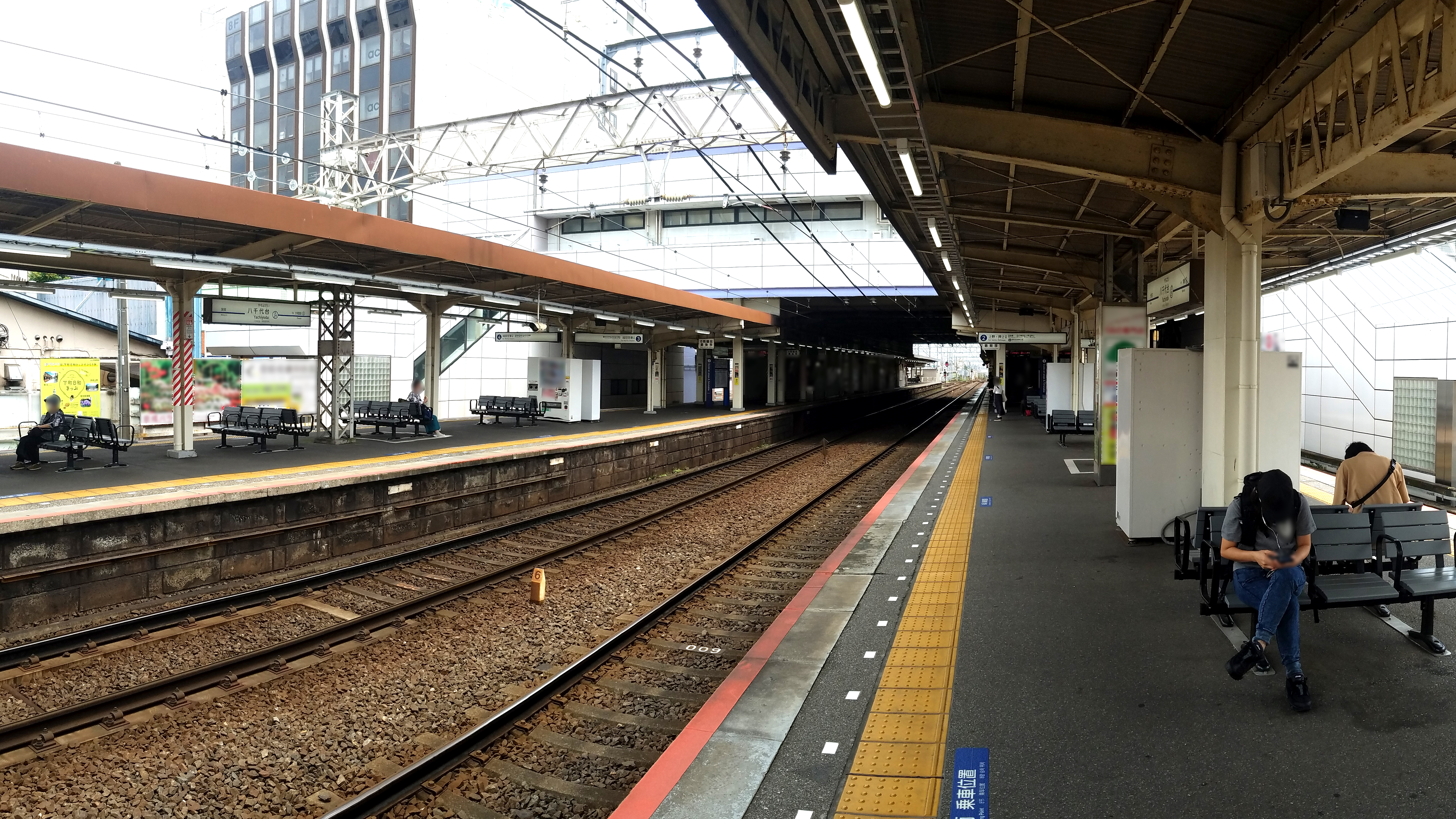
月台（2020年7月）

## 使用情況
2016年度1日平均上下車人次為46,514人。京成線內69個車站當中排行第8位，是不京成線車站當中上下車人次最多的獨立車站。
最高峰時1日平均上下車人次超過7萬人，1994年度以後逐漸減少。1996年東葉高速線通車，本站使用人次持續下滑，2009年度下跌至5萬人。
近年1日平均上下車人次以及上車人次如下表。
| 年度               | 1日平均 上下車人次 | 1日平均 上下車人次 | 1日平均 上車人次 | 1日平均 上車人次 |
| ------------------ | ------------------ | ------------------ | ---------------- | ---------------- |
| 1975年（昭和50年） |                    |                    | 30,832           | [ 統計 2 ]       |
| 1980年（昭和55年） |                    |                    | 32,379           | [ 統計 3 ]       |
| 1985年（昭和60年） |                    |                    | 33,119           | [ 統計 4 ]       |
| 1990年（平成02年） |                    |                    | 36,960           | [ 統計 5 ]       |
| 1991年（平成03年） |                    |                    | 37,743           | [ 統計 6 ]       |
| 1992年（平成04年） |                    |                    | 37,843           | [ 統計 7 ]       |
| 1993年（平成05年） |                    |                    | 38,438           | [ 統計 8 ]       |
| 1994年（平成06年） |                    |                    | 38,457           | [ 統計 9 ]       |
| 1995年（平成07年） |                    |                    | 37,339           | [ 統計 10 ]      |
| 1996年（平成08年） | 67,755             | [ 統計 11 ]        | 33,939           | [ 統計 12 ]      |
| 1997年（平成09年） | 63,393             | [ 統計 11 ]        | 31,607           | [ 統計 13 ]      |
| 1998年（平成10年） | 61,180             | [ 統計 11 ]        | 30,468           | [ 統計 14 ]      |
| 1999年（平成11年） | 58,892             | [ 統計 11 ]        | 29,323           | [ 統計 15 ]      |
| 2000年（平成12年） | 57,538             | [ 統計 11 ]        | 28,647           | [ 統計 16 ]      |
| 2001年（平成13年） | 56,278             | [ 統計 11 ]        | 27,932           | [ 統計 17 ]      |
| 2002年（平成14年） | 54,597             | [ 統計 11 ]        | 27,077           | [ 統計 18 ]      |
| 2003年（平成15年） | 53,303             | [ 統計 19 ]        | 26,499           | [ 統計 20 ]      |
| 2004年（平成16年） | 52,140             | [ 統計 21 ]        | 25,977           | [ 統計 22 ]      |
| 2005年（平成17年） | 51,571             | [ 統計 23 ]        | 25,664           | [ 統計 24 ]      |
| 2006年（平成18年） | 51,353             | [ 統計 25 ]        | 25,562           | [ 統計 26 ]      |
| 2007年（平成19年） | 51,402             | [ 統計 27 ]        | 25,599           | [ 統計 28 ]      |
| 2008年（平成20年） | 50,407             | [ 統計 29 ]        | 25,104           | [ 統計 30 ]      |
| 2009年（平成21年） | 48,732             | [ 統計 31 ]        | 24,277           | [ 統計 32 ]      |
| 2010年（平成22年） | 48,060             | [ 統計 33 ]        | 23,954           | [ 統計 34 ]      |
| 2011年（平成23年） | 47,256             | [ 統計 35 ]        | 23,563           | [ 統計 36 ]      |
| 2012年（平成24年） | 47,176             | [ 統計 37 ]        | 23,528           | [ 統計 38 ]      |
| 2013年（平成25年） | 47,124             | [ 統計 39 ]        | 23,516           | [ 統計 40 ]      |
| 2014年（平成26年） | 45,972             | [ 統計 41 ]        |                  |                  |
| 2015年（平成27年） | 46,387             | [ 統計 1 ]         |                  |                  |
| 2016年（平成28年） | 46,514             | [ 統計 1 ]         |                  |                  |

## 車站周邊

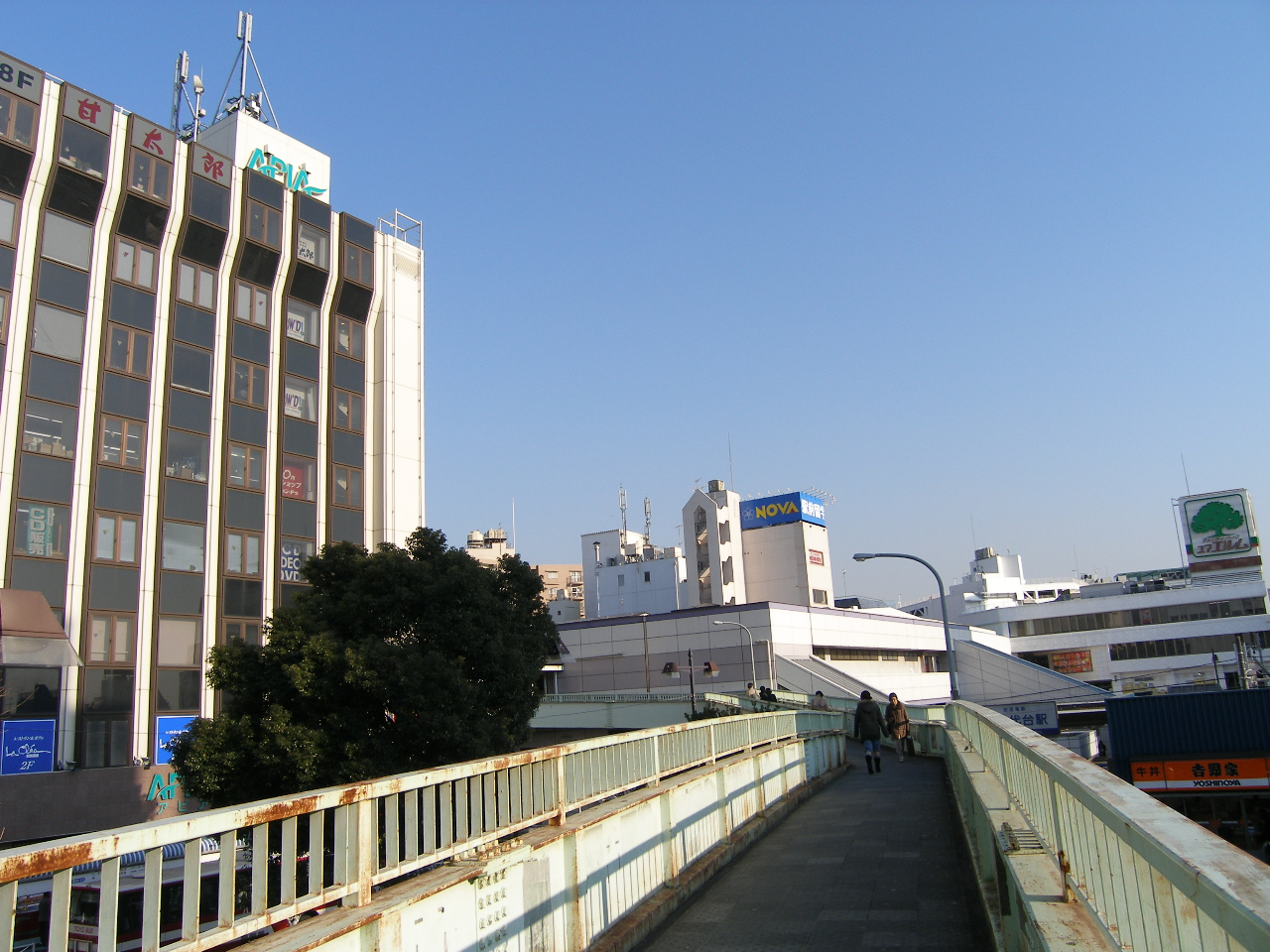
西口行人天橋往西口站前（2005年12月）

周邊是住宅密集區，站前為商業區。由於周邊團地居民高齡化，車站使用人次下滑，地方活力不比以前。

### 東口
東口圓環有「平和宣言都市」鐘樓。
圓環往南方花見川團地方向的站前商店街稱為「EPOLA通」。「EPOLA」分別取自「Your ELM」的「E」、現在改建成公寓「ルネ八千代台」的「十字屋POPO」的「PO」、現在改建成第3八千代台大樓的「Laox」的「La」。
- Your ELM（日语：ユアエルム）
  - LIVRE京成（日语：京成ストア）
  - 野島電器（日语：ノジマ）
  - PASEOS（日语：パシオス）
  - 八千代台Your ELM郵便局
  - 三井住友銀行八千代支店
  - 千葉銀行八千代支店
- 八千代市役所（日语：八千代市役所）八千代台東南支所
- 八千代市消防本部（日语：八千代市消防本部）中央消防署八千代台分署
- 八千代台東郵便局
- 三菱UFJ銀行八千代支店
- 瑞穗銀行八千代支店
- 藥的福太郎（日语：くすりの福太郎）
- 天然溫泉八千代暖湯
- 八千代台保育園

### 西口
西口圓環有「住宅團地發源地」紀念碑。
- 陸上自衛隊習志野演習場
- APIA（日语：アピア 八千代デパート）
- 八千代市役所八千代台支所
- 八千代台公民館
- 八千代台郵便局
- 千葉興業銀行（日语：千葉興業銀行）八千代支店
- 醫療法人社團小羊會長沼診所
- 八千代台團地（日语：八千代台団地） - 日本第一個大規模住宅團地[9]
- 八千代市立八千代台圖書館
- 八千代市立八千代台小學校
- IBM八千代台球場

### 巴士路線
路線巴士主要往來團地與車站，由京成巴士、東洋巴士、千葉Seaside Bus、千葉Green Bus（僅深夜急行巴士）運行。

#### 東口
| 乘車處    | 業者           | 目的地                                                  | 行經                                                            | 備註               |
| --------- | -------------- | ------------------------------------------------------- | --------------------------------------------------------------- | ------------------ |
| 1號乘車處 | 京成巴士       | [八千01] 花見川團地循環 [八千01] 經團地往花見川車庫     | 花見坂上、團地東口、團地西口                                    | 平日有深夜巴士     |
| 1號乘車處 | 京成巴士       | [八千06] 往花見川車庫                                   |                                                                 | 急行               |
| 1號乘車處 | 千葉Green Bus  | 京成佐倉站                                              | 勝田台站、有加利丘站、京成臼井站                                | 深夜急行巴士       |
| 2號乘車處 | 京成巴士       | [八千01] 一街區循環                                     | 花見坂上、第一街區、團地西口                                    | 僅平日早晨         |
| 2號乘車處 | 京成巴士       | [八千02] 往新檢見川站 [八千02] 經新檢見川站往海濱幕張站 | 花見坂上、長作新田、畑小學校                                    | 往海濱幕張站1日3班 |
| 2號乘車處 | 京成巴士       | [八千03] 往柏井高校                                     | 花見坂上                                                        | 僅平日早晨3班      |
| 3號乘車處 | 京成巴士       | [津31] 往津田沼站                                       | 團地東口、團地西口、YUTORISIA、實花小學校                       |                    |
| 3號乘車處 | 京成巴士       | [八千31] 往YUTORISIA                                    | 花見坂上、團地東口、團地西口、花見川車庫                        |                    |
| 3號乘車處 | 京成巴士       | [八千31] 往習志野出張所                                 | 花見坂上、團地東口、團地西口、花見川車庫、YUTORISIA             |                    |
| 3號乘車處 | 京成巴士       | [八千11] 往IKI IKI PLAZA                                | 花見坂上、花島公園（朝夕） 團地東口、團地西口、鐵工團地（午間） |                    |
| 3號乘車處 | 京成巴士       | [八千11] 往草野車庫                                     | 團地東口、團地西口、鐵工團地、IKI IKI PLAZA                     |                    |
| 3號乘車處 | 千葉市社區巴士 | [八千13] <花回號> 往IKI IKI PLAZA、草野車庫             | 橫戶團地、犢橋台（右回） 北柏井、南柏井（左回）                 | 委託京成巴士運行   |

旁邊有八千代市公共設施循環巴士八千代台線的八千代台站東口巴士站。

#### 西口
| 乘車處    | 業者            | 目的地                                     | 行經                                                                 | 備註                                 |
| --------- | --------------- | ------------------------------------------ | -------------------------------------------------------------------- | ------------------------------------ |
| 1號乘車處 | 東洋巴士        | [50] 往八千代醫療中心、[51] 往八千代中央站 | 球場前、大和田南、市役所前                                           |                                      |
| 1號乘車處 | 東洋巴士        | [16] 往米本團地                            | 高津川、高津入口、市役所前、八千代中央站、鄉土博物館、米本神社       | 平日5班、周六日3班                   |
| 2號乘車處 | 東洋巴士        | [41] 往八千代中央站、[43] 往八千代醫療中心 | 高津川、高津入口、綠丘站、京成玫瑰園                                 |                                      |
| 2號乘車處 | 千葉Seaside Bus | [223] 往幕張站                             | 日立製作所、實籾站、武石入口                                         | 平日1班（17:25發）                   |
| 2號乘車處 | 京成巴士        | [津21] 往津田沼站                          | 日鐵住金溶接工業、三山車庫、濟生會醫院                               | 1班止於三山車庫                      |
| 2號乘車處 | 京成巴士        | [津22] 往津田沼站                          | 京成巴士習志野出張所、三山車庫、濟生會醫院                           |                                      |
| 2號乘車處 | 京成巴士        | [八千41] 往實籾站                          | 日鐵住金溶接工業、習志野高校入口                                     |                                      |
| 2號乘車處 | 京成巴士        | [八千46] 往京成巴士習志野出張所            | 日鐵住金溶接工業                                                     |                                      |
| 2號乘車處 | 千葉Green Bus   | 往成田機場第2航廈                          | 勝田台站、京成臼井站、JR佐倉站、JR酒酒井站、公津之杜站、JR成田站西口 | 深夜急行巴士                         |
| 3號乘車處 | 東洋巴士        | [31]、[32] 往高津團地                      | [31]（經舊道）往高津川 [32]（經新道）往東洋團地入口                  | 平日有深夜巴士 平日早晨傍晚4班經新道 |
| 3號乘車處 | 東洋巴士        | [35] 往綠丘站                              | （經舊道）高津川、高津團地                                           |                                      |

旁邊有八千代市社區巴士八千代台線的八千代台站西口巴士站。

## 相鄰車站
京成電鐵
 本線
- ■「Morning Liner」、■「Evening Liner」停車站

■快速特急、■特急、■通勤特急
京成津田沼（KS26）－八千代台（KS29）－勝田台（KS31）
■快速、■普通
實籾（KS28）－八千代台（KS29）－京成大和田（KS30）
※「快速」的定期班次只有每天早上1班。

## 外部連結
- 八千代台｜電車與車站資訊｜京成電鐵
- 八千代台站PDF - 京成電鐵